# هامانی دیوری
هامانی دیوری (انگلیسی: Hamani Diori؛ ۶ ژوئن ۱۹۱۶ – ۲۳ آوریل ۱۹۸۹) یک سیاست‌مدار اهل نیجر بود. وی نخستین رئیس جمهور جمهوری نیجر بود. در سال ۱۹۶۰ هنگام که نیجر به استقلال رسید وی به این مقام برگزیده شد.